# Campeonato Africano de Futsal de 2004
El Campeonato Africano de Futsal de 2004 se jugó a visita recíproca entre el 9 de julio y el 13 de septiembre y contó con la participación de 8 selecciones mayores de África, 4 más que en la edición anterior.
El campeón de las pasadas dos ediciones Egipto venció en la final a Mozambique para ganar su tercer título consecutivo.

## Primera ronda
Se jugó del 9 al 13 de julio.
| Equipo 1   | Agr. | Equipo 2     | Ida  | Vuelta |
| ---------- | ---- | ------------ | ---- | ------ |
| Egipto     | 19–3 | Sudáfrica    | 11–1 | 8–2    |
| Sudán      | w.o. | Marruecos    | 0–3  | 0–3    |
| Cabo Verde | w.o. | Guinea-Bisáu | 0–3  | 0–3    |
| Camerún    | w.o. | Mozambique   | 0–3  | 0–3    |

## Semifinales
Se jugó del 31 de julio al 15 de agosto.
| Equipo 1     | Agr. | Equipo 2   | Ida | Vuelta |
| ------------ | ---- | ---------- | --- | ------ |
| Egipto       | 11–3 | Marruecos  | 7–0 | 4–3    |
| Guinea-Bisáu | w.o. | Mozambique | 0–3 | 0–3    |

## Final
Se jugó el 27 de agosto y el 3 de septiembre.
| Equipo 1 | Agr. | Equipo 2   | Ida  | Vuelta |
| -------- | ---- | ---------- | ---- | ------ |
| Egipto   | 13–7 | Mozambique | 10–2 | 3–5    |

## Campeón
| Campeonato Africano de Futsal 2004 |
| ---------------------------------- |
| Bandera de Egipto                  |
| Egipto 3º Título                   |